# Canton de Dourdan
Le canton de Dourdan est une circonscription électorale française française située dans le département de l'Essonne et la région Île-de-France.
À la suite du redécoupage cantonal de 2014, les limites territoriales du canton sont remaniées, intégrant une partie des anciens cantons de Étréchy, Limours et Saint-Chéron. Le nombre de communes du canton passe de 11 à 28.

## Historique

### Seine-et-Oise
Entre 1793 et 1801, le canton de Dourdan dans l'ancien département de Seine-et-Oise et l'ancien district de Dourdan comprend les communes d'Authon, Corbreuse, Dourdan, Les Granges, Richarville, Roinville, Saint Cheron, Saint Cir, Saint Martin Brethencourt, Saint Maurice, Sainte Meme, Sermaise et Saint Germain. 
En 1801, il est scindé en deux avec la création : 
- du canton de Dourdan-Sud, qui comprenant les communes d'Ablis, Allainville, Authon-la-Plaine, Boinville-le-Gaillard, Chatignonville, Clairefontaine, Corbreuse, Craches, Dourdan, La Forêt-le-Roi, Les Granges-le-Roi, Mérobert, Orphin, Orsonville, Paray-le-Moineau, Ponthévrard, Prunay-sous-Ablis, Richarville, Saint-Arnoult, Saint-Escobille, Saint-Martin-de-Bréthencourt, Sainte-Mesme et Sonchamp ;
- le surplus étant renommé canton de Dourdan-Nord et comprenant les communes d'Angervilliers, Boissy-sous-Saint-Yon, Bonnelles, Breuillet, Breux, Bullion, La Celle-les-Bordes, Dourdan, Longvilliers, Rochefort, Roinville, Saint-Chéron, Saint-Cyr-sous-Dourdan, Saint-Maurice, Saint-Sulpice-de-Favières, Saint-Yon, Sermaise et Le Val-Saint-Germain.

En 1812, ces deux cantons sont rattachés à l'arrondissement de Rambouillet.

### Essonne
Le canton de Dourdan, division de l'actuel département de l'Essonne, est créé par le décret no 67-589 du 20 juillet 1967, il regroupe alors les communes d'Authon-la-Plaine, Chatignonville, Corbreuse, Dourdan, La Forêt-le-Roi, Les Granges-le-Roi, Mérobert, Plessis-Saint-Benoist, Richarville, Roinville et Saint-Escobille.
Par décret du 24 février 2014, le nombre de cantons du département est divisé par deux, avec mise en application aux élections départementales de mars 2015. Le canton de Dourdan est conservé et s'agrandit. Il passe de 11 à 28 communes.

## Géographie
| Type d'occupation           | Pourcentage | Superficie (en hectares) |
| --------------------------- | ----------- | ------------------------ |
| Espace urbain construit     | 4,2 %       | 589,02                   |
| Espace urbain non construit | 1,9 %       | 270,30                   |
| Espace rural                | 93,8 %      | 13 049,25                |
| Source : Iaurif-MOS 2008    |             |                          |

Le canton de Dourdan est alors organisé autour de la commune de Dourdan dans l'arrondissement d'Étampes. Son altitude varie entre quatre-vingt-deux mètres à Roinville et cent soixante-trois mètres à Dourdan, pour une altitude moyenne de cent trente et un mètres.

## Représentation

### Conseillers généraux du canton de Dourdan-Nord puis de Dourdan (1833 à 2015)
1833 à 1967 : Seine-et-Oise - 1967 à 2015 : Essonne.
| Période                                  | Période          | Identité                                     | Étiquette                 | Qualité |
| ---------------------------------------- | ---------------- | -------------------------------------------- | ------------------------- | --- |
| 1833                                     | 1871             | Frédéric-Auguste Demetz (en) (1793-1873)     |                           | Magistrat, fondateur de la Colonie pénitentiaire de Mettray membre de l'Académie des sciences morales et politiques                          |
| 1871                                     | 1882 (démission) | Alphonse II Lavallée                         | Républicain               | Botaniste, propriétaire à Segrez Maire de Saint-Sulpice-de-Favières                                                                          |
| 1882                                     | 1895             | Georges Vian                                 | Rad.                      | Ingénieur - Maire de Saint-Chéron Député (1890-1893)                                                                                         |
| 1895                                     | 1901 (décès)     | Théophile Gautreau                           | Républicain               | Ingénieur et industriel, maire de Dourdan |
| 1901                                     | 1905 (décès)     | Georges Vian                                 | Rad.                      | Ingénieur - Maire de Saint-Chéron Député (1890-1893)                                                                                         |
| 1905                                     | 1907             | Auguste Degas                                | Nationaliste              | Agriculteur à Sermaise |
| 1907                                     | 1930 (décès)     | Edmond Vian (fils de Georges Vian)           | Rad.                      | Docteur en médecine - Maire de Saint-Chéron (1908-1929) Député (1910-1914) Propriétaire rue de la Néva à Paris                               |
| 1930                                     | 1940             | Henri Rolland                                | Rad.                      | Maire de Dourdan, conseiller d'arrondissement                                                                                                |
|                                          |                  |                                              |                           | |
| 1945                                     | 1949             | Émile Rigal                                  | MUR soutenu par le PCF    | Maire de Dourdan |
| 1949                                     | 1955             | Pierre Pavard (1886-1960)                    | MRP                       | Assureur conseil Maire de Dourdan |
| 1955                                     | 1979             | Pierre Ceccaldi-Pavard (gendre du précédent) | MRP puis DVD puis UDF-CDS | Collaborateur de Pierre Pflimlin Sénateur (1977-1986), maire de Dourdan                                                                      |
| 1979                                     | 1998             | Yves Tavernier                               | PS                        | Directeur de recherche à la fondation nationale des sciences politiques Maire de Dourdan, député (1981-1993, 1997-2002), conseiller régional |
| 1998                                     | 2004             | Joël Chardine                                | PS                        | Analyste-programmeur au Commissariat à l'énergie atomique retraité Adjoint au Maire de Dourdan                                               |
| 2004                                     | 2015             | Dominique Écharoux                           | UMP                       | Chef d'entreprise Maire de Roinville |
| Les données manquantes sont à compléter. |                  |                                              |                           | |

#### Résultats électoraux
Élections cantonales
Résultats des deuxièmes tours :
- Élections cantonales de 1992 : 50,57 % pour Yves Tavernier (PS), 49,43 % pour Dominique Écharoux (RPR), 72,67 % de participation[13].
- Élections cantonales de 1998 : 50,83 % pour Joël Chardine (PS), 49,17 % pour Dominique Écharoux (RPR), 60,57 % de participation[14].
- Élections cantonales de 2004 : 52,43 % pour Dominique Écharoux (UMP), 47,57 % pour Brigitte Zins (PS), 69,49 % de participation[15].
- Élections cantonales de 2011 : 52,63 % pour Dominique Écharoux (UMP), 47,37 % pour Maryvonne Boquet (PS), 46,26 % de participation[16].

### Conseillers d'arrondissement 1928du canton de Dourdan-Nord (de 1833 à 1940)
Le canton de Dourdan-Nord avait deux conseillers d'arrondissement jusqu'en 1928.
| Période                                  | Période                   | Identité                                      | Étiquette     | Qualité |
| ---------------------------------------- | ------------------------- | --------------------------------------------- | ------------- | --- |
| 1833                                     | 1848                      | M. Rousseau                                   |               | Juge de paix à Dourdan                                                                                         |
|                                          |                           |                                               |               | |
| 1852                                     | 1864                      | Jules Thirouin                                |               | Propriétaire à Saint-Cyr-sous-Dourdan                                                                          |
| 1864                                     | 1871                      | Comte Jacques-Robert de Pourtalès (1821-1874) | Centre gauche | Propriétaire du château de Bandeville, maire de Saint-Cyr-sous-Dourdan, Député (1871-1874)                     |
| 1871                                     | 1883 (décès)              | Alexandre Eugène Bourgeois (1820-1883)        |               | Cultivateur, propriétaire rentier, suppléant du juge de paix de Dourdan                                        |
| 1883                                     | 1898                      | Edouard Marcou                                |               | Cultivateur, propriétaire, maire de La Celle-les-Bordes                                                        |
| 1898                                     | 1904                      | Pierre Beaurienne                             |               | Banquier, conseiller municipal de Dourdan                                                                      |
| 1904                                     | 1910 (annulation)         | Georges-Emile Cochin                          | RG            | Représentant de commerce, meunier et agriculteur, ancien maire de Breuillet, propriétaire rue d'Arcole à Paris |
| 18 déc. 1910                             | 1919                      | Auguste Edmond Dieudonné Hallé                | Radical       | Maire de Breuillet                                                                                             |
| 1919                                     | 1922                      | Jules-Clément Cohier                          | FR            | Asministrateur délégué, propriétaire à Dourdan                                                                 |
| 1922                                     | 1923 (démission d'office) | Henri Loys                                    |               | Négociant en engrais, propriétaire à Dourdan                                                                   |
| 16 décembre 1923                         | 1930                      | Henri Rolland (1891-1981)                     | Radical       | Propriétaire, maire de Dourdan (1925-1944)                                                                     |
| 1925                                     | 1928                      | Eugène Richerolles                            | RG            | Cultivateur, maire de Bonnelles                                                                                |
| 17 août 1930                             | 1933 (démission)          | Paul Gélin                                    |               | Médecin, maire de Saint-Chéron (1930-1932)                                                                     |
| 1931                                     | 1940                      | Jacques-Émile Pavard (1890-1959)              | URD           | Marchand de bestiaux à Dourdan                                                                                 |
| juil. 1933                               | 1940                      | Marcel Rouault                                | Radical       | Propriétaire à Saint-Chéron (maire de 1945 à 1953)                                                             |
| 1940                                     |                           |                                               |               | Les conseils d'arrondissement ont été suspendus par la loi du 12 octobre 1940 et n'ont jamais été réactivés    |
| Les données manquantes sont à compléter. |                           |                                               |               | |

### Conseillers départementaux depuis 2015
| Période élective | Période élective | Mandat | Mandat   | Identité           | Nuance | Nuance | Qualité |
| ---------------- | ---------------- | ------ | -------- | ------------------ | ------ | ------ | --- |
| 2015             | 2021             | 2015   | 2021     | Dany Boyer         |        | DVD    | Artiste chorégraphique retraitée Maire d'Angervilliers Déléguée à la protection de la santé maternelle et infantile                            |
| 2015             | 2021             | 2015   | 2021     | Dominique Écharoux |        | LR     | Chef d'entreprise retraité Conseiller municipal de Roinville 3e Vice-président délégué aux finances et à l'évaluation des politiques publiques |
| 2021             | 2028             | 2021   | en cours | Dany Boyer         |        | DVD    | Conseillère sortante, 10ème Vice-présidente en charge en charge de la protection de l'enfance, à la solidarité et à l'insertion                |
| 2021             | 2028             | 2021   | en cours | Paolo de Carvalho  |        | LREM   | Ancien entrepreneur Maire de Dourdan depuis 2020                                                                                               |

### Résultats détaillés

#### Élections de mars 2015
À l'issue du 1er tour des élections départementales de 2015, deux binômes sont en ballottage : Maryvonne Boquet et Bernard Vera (Union de la Gauche, 28,62 %) et Dany Boyer et Dominique Echaroux (UMP, 26,13 %). Le taux de participation est de 51,92 % (23 810 votants sur 45 860 inscrits) contre 47,42 % au niveau départemental et 50,17 % au niveau national.
Au second tour, Dany Boyer et Dominique Echaroux (UMP) sont élus avec 57,75 % des suffrages exprimés et un taux de participation de 49,22 % (11 935 voix pour 22 570 votants et 45 857 inscrits).

#### Élections de juin 2021
Le premier tour des élections départementales de 2021 est marqué par un très faible taux de participation (33,26 % au niveau national). Dans le canton de Dourdan, ce taux de participation est de 34,69 % (16 509 votants sur 47 590 inscrits) contre 30,18 % au niveau départemental. À l'issue de ce premier tour, deux binômes sont en ballottage : Dany Boyer et Paolo de Carvalho (DVC, 47,97 %) et Olivier Bouton et Claire Serre-Combe (PS, 31,5 %).
Le second tour des élections est marqué une nouvelle fois par une abstention massive équivalente au premier tour. Les taux de participation sont de 34,36 % au niveau national, 32,47 % dans le département et 36,36 % dans le canton de Dourdan. Dany Boyer et Paolo de Carvalho (DVC) sont élus avec 64,65 % des suffrages exprimés (10 352 voix pour 17 309 votants et 47 602 inscrits),,. 

## Composition

### Composition de l'ancien canton de Dourdan-Nord (département deSeine-et-Oise)
Communes de : Dourdan, Angervilliers, Boissy-sous-Saint-Yon, Bonnelles, Breuillet, Breux, Bullion, La Celle-les-Bordes, Longvilliers, Rochefort-en-Yvelines, Roinville, Saint-Chéron, Saint-Cyr-sous-Dourdan, Saint-Maurice, Saint-Sulpice-de-Favières, Saint-Yon, Sermaise, Le Val-Saint-Germain.

### Composition avant 2015

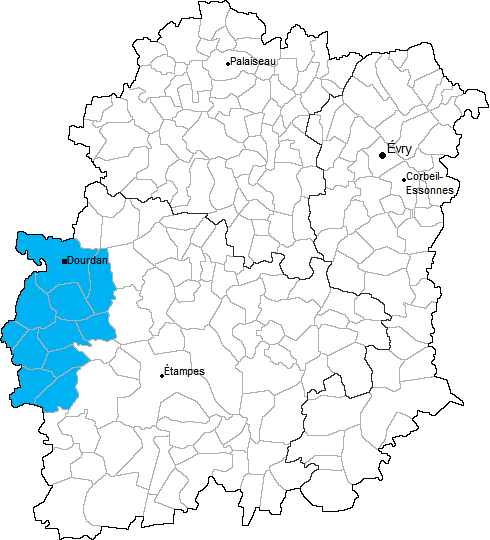
Situation du canton de Dourdan dans le département de l'Essonne avant 2015.

De 1967 à 2014, le canton de Dourdan comptait onze communes.
| Nom                   | Code Insee | Codepostal | Superficie (km2) | Population (dernière pop. légale) | Densité (hab./km2) |
| --------------------- | ---------- | ---------- | ---------------- | --------------------------------- | ------------------ |
| Dourdan (chef-lieu)   | 91200      | 91410      | 30,64            | 10 168 (2012)                     | 332                |
| Authon-la-Plaine      | 91035      | 91410      | 10,59            | 368 (2012)                        | 35                 |
| Chatignonville        | 91145      | 91410      | 5,13             | 51 (2012)                         | 9,9                |
| Corbreuse             | 91175      | 91410      | 15,79            | 1 738 (2012)                      | 110                |
| La Forêt-le-Roi       | 91247      | 91410      | 7,94             | 499 (2012)                        | 63                 |
| Les Granges-le-Roi    | 91284      | 91410      | 12,68            | 1 119 (2012)                      | 88                 |
| Mérobert              | 91393      | 91780      | 10,71            | 567 (2012)                        | 53                 |
| Plessis-Saint-Benoist | 91495      | 91410      | 9,16             | 309 (2012)                        | 34                 |
| Richarville           | 91519      | 91410      | 10,35            | 400 (2012)                        | 39                 |
| Roinville             | 91525      | 91410      | 13,40            | 1 256 (2012)                      | 94                 |
| Saint-Escobille       | 91547      | 91410      | 12,00            | 454 (2012)                        | 38                 |

### Composition depuis 2015
Le canton de Dourdan comprend désormais vingt-huit communes entières.
| Nom                             | Code Insee | Intercommunalité                | Superficie (km2) | Population (dernière pop. légale) | Densité (hab./km2) | Modifier                                    |
| ------------------------------- | ---------- | ------------------------------- | ---------------- | --------------------------------- | ------------------ | ------------------------------------------- |
| Dourdan (bureau centralisateur) | 91200      | CC Le Dourdannais en Hurepoix   | 30,64            | 11 068 (2022)                     | 361                | modifier les données · modifier les données |
| Angervilliers                   | 91017      | CC du Pays de Limours           | 9,01             | 1 720 (2022)                      | 191                | modifier les données · modifier les données |
| Breuillet                       | 91105      | CA Cœur d'Essonne Agglomération | 6,69             | 9 023 (2022)                      | 1 349              | modifier les données · modifier les données |
| Breux-Jouy                      | 91106      | CC Le Dourdannais en Hurepoix   | 4,68             | 1 283 (2022)                      | 274                | modifier les données · modifier les données |
| Briis-sous-Forges               | 91111      | CC du Pays de Limours           | 10,86            | 3 375 (2022)                      | 311                | modifier les données · modifier les données |
| Chamarande                      | 91132      | CC Entre Juine et Renarde       | 5,74             | 1 104 (2022)                      | 192                | modifier les données · modifier les données |
| Chauffour-lès-Étréchy           | 91148      | CC Entre Juine et Renarde       | 4,80             | 135 (2022)                        | 28                 | modifier les données · modifier les données |
| Corbreuse                       | 91175      | CC Le Dourdannais en Hurepoix   | 15,79            | 1 675 (2022)                      | 106                | modifier les données · modifier les données |
| Courson-Monteloup               | 91186      | CC du Pays de Limours           | 3,74             | 570 (2022)                        | 152                | modifier les données · modifier les données |
| Étréchy                         | 91226      | CC Entre Juine et Renarde       | 14,06            | 6 926 (2022)                      | 493                | modifier les données · modifier les données |
| Fontenay-lès-Briis              | 91243      | CC du Pays de Limours           | 9,72             | 2 322 (2022)                      | 239                | modifier les données · modifier les données |
| La Forêt-le-Roi                 | 91247      | CC Le Dourdannais en Hurepoix   | 7,94             | 493 (2022)                        | 62                 | modifier les données · modifier les données |
| Forges-les-Bains                | 91249      | CC du Pays de Limours           | 14,58            | 4 138 (2022)                      | 284                | modifier les données · modifier les données |
| Les Granges-le-Roi              | 91284      | CC Le Dourdannais en Hurepoix   | 12,68            | 1 187 (2022)                      | 94                 | modifier les données · modifier les données |
| Janvry                          | 91319      | CC du Pays de Limours           | 8,24             | 649 (2022)                        | 79                 | modifier les données · modifier les données |
| Limours                         | 91338      | CC du Pays de Limours           | 14,25            | 6 408 (2022)                      | 450                | modifier les données · modifier les données |
| Mauchamps                       | 91378      | CC Entre Juine et Renarde       | 3,16             | 379 (2022)                        | 120                | modifier les données · modifier les données |
| Richarville                     | 91519      | CC Le Dourdannais en Hurepoix   | 10,35            | 388 (2022)                        | 37                 | modifier les données · modifier les données |
| Roinville                       | 91525      | CC Le Dourdannais en Hurepoix   | 13,40            | 1 314 (2022)                      | 98                 | modifier les données · modifier les données |
| Saint-Chéron                    | 91540      | CC Le Dourdannais en Hurepoix   | 11,44            | 5 176 (2022)                      | 452                | modifier les données · modifier les données |
| Saint-Cyr-sous-Dourdan          | 91546      | CC Le Dourdannais en Hurepoix   | 9,89             | 957 (2022)                        | 97                 | modifier les données · modifier les données |
| Saint-Maurice-Montcouronne      | 91568      | CC du Pays de Limours           | 9,03             | 1 540 (2022)                      | 171                | modifier les données · modifier les données |
| Saint-Sulpice-de-Favières       | 91578      | CC Entre Juine et Renarde       | 4,37             | 271 (2022)                        | 62                 | modifier les données · modifier les données |
| Sermaise                        | 91593      | CC Le Dourdannais en Hurepoix   | 13,60            | 1 606 (2022)                      | 118                | modifier les données · modifier les données |
| Souzy-la-Briche                 | 91602      | CC Entre Juine et Renarde       | 7,33             | 484 (2022)                        | 66                 | modifier les données · modifier les données |
| Le Val-Saint-Germain            | 91630      | CC Le Dourdannais en Hurepoix   | 12,57            | 1 550 (2022)                      | 123                | modifier les données · modifier les données |
| Vaugrigneuse                    | 91634      | CC du Pays de Limours           | 6,06             | 1 451 (2022)                      | 239                | modifier les données · modifier les données |
| Villeconin                      | 91662      | CC Entre Juine et Renarde       | 14,45            | 768 (2022)                        | 53                 | modifier les données · modifier les données |
| Canton de Dourdan               | 9105       |                                 | 289,07           | 67 960 (2022)                     | 235                | modifier les données                        |

## Démographie

### Démographie avant 2015
| 1968  | 1975   | 1982   | 1990   | 1999   | 2006   | 2011   | 2012   |
| ----- | ------ | ------ | ------ | ------ | ------ | ------ | ------ |
| 7 825 | 10 444 | 12 330 | 14 138 | 15 176 | 15 872 | 16 707 | 16 929 |

### Démographie depuis 2015
En 2022, le canton comptait 67 960 habitants, en évolution de +2,75 % par rapport à 2016 (Essonne : +2,89 %, France hors Mayotte : +2,11 %).
| 2013   | 2018   | 2022   |
| ------ | ------ | ------ |
| 65 241 | 65 896 | 67 960 |